# Bill Cosby Presents Badfoot Brown & the Bunions Bradford Funeral Marching Band
Bill Cosby Presents Badfoot Brown & the Bunions Bradford Funeral Marching Band è un album discografico di musica jazz-funk scritto e prodotto dall'attore comico statunitense Bill Cosby. È da anni fuori catalogo e non più disponibile nei normali canali distributivi.

## Il disco
Si tratta del quarto album musicale pubblicato da Cosby, al di fuori della sua canonica produzione di album comici parlati. Sebbene l'attore non compaia tra i musicisti sull'album, eccezion fatta per la traccia vocale in Abuse, l'album uscì a suo nome essendo il materiale ivi contenuto tutto scritto e prodotto da lui. La musica è in stile jazz-funk anni settanta. Cosby aveva già pubblicato l'anno precedente un disco dal titolo simile, Badfoot Brown & the Bunions Bradford Funeral & Marching Band, sempre di jazz-funk da lui composto, dove suonava il piano elettrico. La terza traccia sull'album, I Love You Camille, è dedicata a sua moglie.

## Tracce
Le tracce 2 e 5 vedono alla voce Stu Gardner.
1. Bunions – 7:29
2. The Blues – 14:09
3. I Love You Camille – 2:49
4. Abuse – 15:19
5. Mouth of the Fish – 3:40

## Formazione
- Darryl Clayborn, Monk Montgomery, Ron Johnson: basso
- Big Black: congas
- Stix Hooper, Jimmy Smith, Ndugu, Paul Humphrey: batteria
- Arthur Adams, David Sprattling, Freddie Robinson, Mel Brown: chitarra
- Stu Gardner: organo, voce
- Gildo Mahones, Walter Bishop: pianoforte
- Bobby Jones, Joe Henderson, Rudy Johnson: sassofono
- Willie Bobo: timbales
- George Bohanon: trombone
- Bill Cosby: produzione e composizione